# Fathollah Akbar Sepahdar

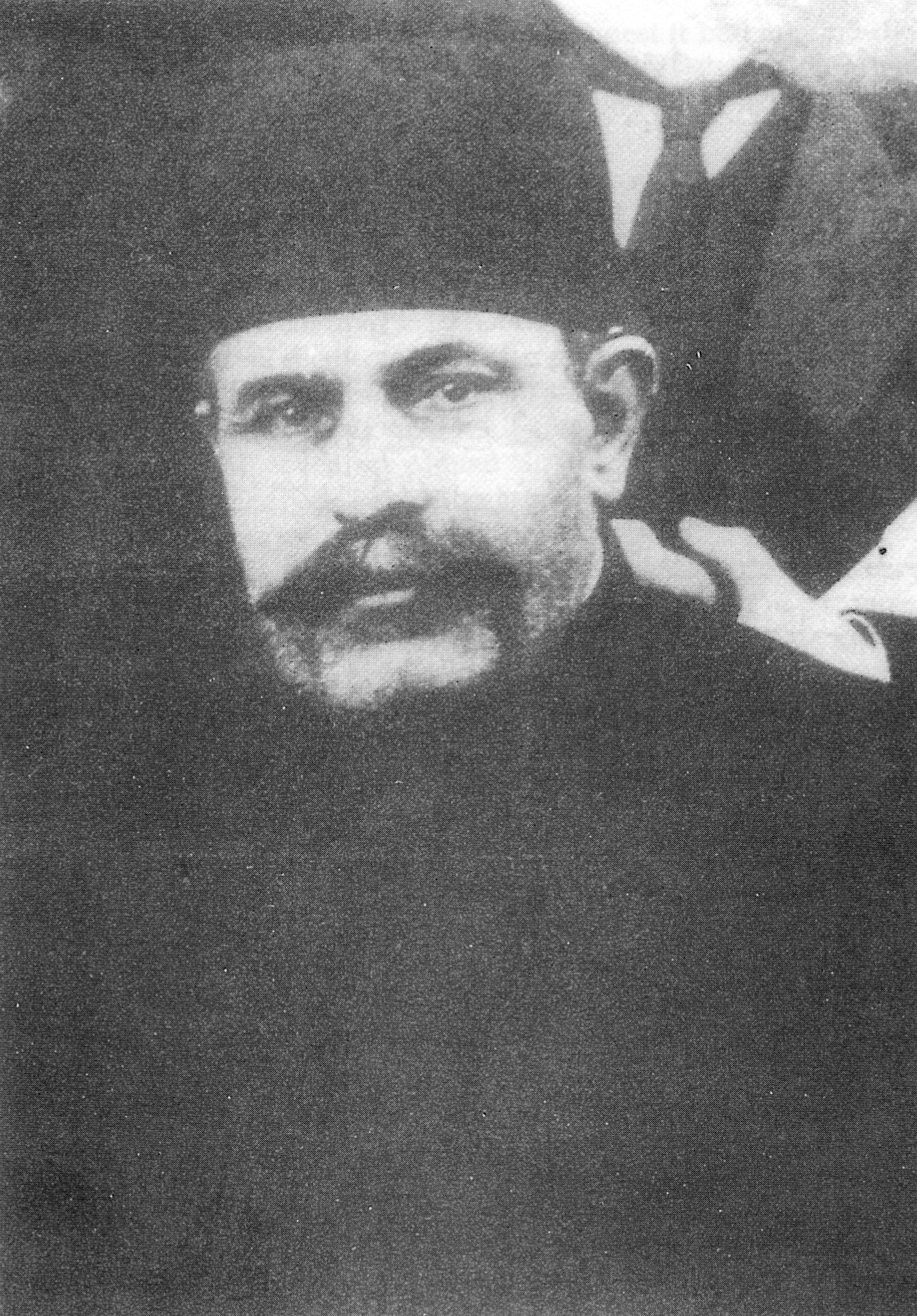
Premierminister Sepahdar, 1921

Fatholla Akbar Sardar Mansour Sepahdar (* 1878 aus Rascht, Gilan; † 1947) war ein persischer Politiker und von Oktober 1920 bis 21. Februar 1921 Premierminister des Iran.

## Leben
Er entstammte einer Großgrundbesitzerfamilie aus Gilan. Sein Onkel Akbar Khan Beeglar Begi, der die Konzession für die Zollerhebung in den persischen Häfen am kaspischen Meer besaß, hatte den größten Landbesitz in Gilan und galt als der reichste Mann Gilans. Nach dem Tod seines Onkels heiratete Sepahdar dessen Witwe und übernahm sein Vermögen. Als Gegenleistungen für regelmäßige Geldtransfers an Mozaffar ad-Din Schah erhielt Fatholla den Titel Sepahdar und später Sepahsalar.
1907 unterstützte er die Konstitutionelle Revolution und wurde dafür von Mohammed Ali Schah verhaftet. Nach einer Intervention der britischen Botschaft wurde er freigelassen, aber von Mohammed Ali Schah ins Exil nach Mazandaran gezwungen. Im Dezember 1908 kehrte er nach Teheran zurück und floh vor einer weiteren Verhaftung in die russische Botschaft. Nach dem Sturz Mohammed Ali Schahs im Jahre 1911 wurde er Verteidigungsminister im Kabinett von Hassan Vosough.
Im November 1920 wurde sein Landbesitz von Bolschewiken und Mitgliedern der von Mirza Kutschak Khan angeführten Jangali-Bewegung beschlagnahmt. Nach dem Ende des Bürgerkriegs gegen die Jangalis erhielt er weite Teile seines Landbesitzes zurück.
Nach dem Rücktritt Hassan Pirnias wurde Sepahdar im Oktober 1920 Premierminister. Der britischen Regierung sagte Sepahdar zu, Parlamentswahlen abhalten zu lassen und das im Ersten Weltkrieg 1915 aufgelöste Parlament wieder einzuberufen. Wichtigstes Ziel der britischen Regierung war es, den 1919 geschlossenen anglo-iranischen Vertrag, der als Nachfolgeabkommen für den 1907 mit Russland geschlossenen Vertrag von St. Petersburg angesehen wurde, endlich von dem neu gewählten Parlament bestätigt zu bekommen, um ihn rechtswirksam werden zu lassen. Die politische Situation im Iran war zu dieser Zeit vollkommen instabil. Die rote Armee war in den Norden Irans einmarschiert. Im Juni 1920 hatte Mirza Kutschak Khan die Persische sozialistische Sowjetrepublik ausgerufen, das britische Expeditionskorps unter General Dunsterville befand sich auf dem Rückzug und Mirza Kutschak Khan drohte mit Unterstützung sowjetischer Streitkräfte nach Teheran zu marschieren und die Zentralregierung abzusetzen. Ahmad Schah plante bereits seine Flucht nach Europa und die britische Botschaft entwarf Evakuierungspläne zur Verlegung der Botschaft nach Isfahan. Frauen und Kinder sollten in die britische Garnison nach Bagdad gebracht werden. In dieser Situation schien es Sepahdar zweckmäßiger, zunächst Verhandlungen mit der kommunistischen Regierung in Moskau über ein sowjetisch-iranisches Abkommen zu führen, als den anglo-iranischen Vertrag, der ohne Beteiligung Russlands zustande gekommen war, vom Parlament bestätigen zu lassen. Die Verhandlungen mit Sowjetrussland, die bereits von Hassan Pirnia begonnen worden waren, hatten im Dezember 1920 zu einem Vertragsentwurf geführt, der nahezu unterschriftsreif war. Allerdings waren die Sowjets nicht bereit, ihre Truppen umgehend aus dem Iran abzuziehen.

Am 15. Januar 1921 informierte Ahmad Schah den britischen Botschafter, dass er Sepahdar ablösen wolle und ein neues Kabinett mit Hassan Mostofi an der Spitze und den Kadscharenprinzen Farmanfarma und Abdol Majid Mirza Eyn-al-Dowleh als wichtigste Minister berufen wolle. Noch wenige Tage zuvor hatte Ahmad Schah dem britischen Botschafter erklärt, 

„dass er sich entschieden hätte, das Land als Privatperson zu verlassen. Er habe mit seinem Bruder, dem Kronprinzen Mohammad Hassan Mirza, gesprochen und habe ihm den Thron angeboten. Er habe ihm gesagt, dass er nichts von dem Thron wissen wolle und nicht bereit sei, seine Nachfolge zu übernehmen. Wenn er, Ahmad Schah, gehe, werde Iran eine Republik, und er könne nicht sehen, was an einer iranischen Republik falsch sei.“

Doch dazu sollte es nicht kommen. Im Putsch vom 21. Februar 1921 wurde Sepahdar von Seyyed Zia al Din Tabatabai mit Hilfe einer Einheit der persischen Kosakenbrigade unter Führung von Reza Khans gestürzt. Die ersten Schritte zur Ablösung der Kadscharendynastie und zum Aufstieg Reza Schahs waren getan.
Sepahdar zog sich aus der Politik zurück und übersiedelte auf seine Ländereien in Gilan. Dort starb er 1947 mit 67 Jahren, sechs Jahre nach der 1941 erfolgten Abdankung Reza Schahs und drei Jahre nach dessen Tod 1944.
Er wurde 1903 als Knight Grand Cross in den britischen Order of St. Michael and St. George aufgenommen.